# Alpha Condé
Alpha Condé (ur. 4 marca 1938 w Boké) – gwinejski polityk, wieloletni lider opozycji i przewodniczący Zgromadzenia Ludu Gwinei, kandydat w wyborach prezydenckich w 1993 i 1998 oraz zwycięzca wyborów prezydenckich w 2010. W latach 2010–2021 prezydent Gwinei – pierwszy demokratycznie wybrany przywódca kraju.

## Życiorys
Alpha Condé urodził się w 1938 w mieście Boké w zachodniej Gwinei. W wieku 15 lat wyjechał do Francji, gdzie podjął naukę w Instytucie Nauk Politycznych w Paryżu oraz na Sorbonie. Po zakończeniu studiów powrócił do ojczyzny.
W działalność polityczną zaangażował się w latach 50., kiedy był przewodniczącym Federacji Czarnoskórych Studentów we Frankofońskiej Afryce. Opowiadał się za niepodległością Gwinei, co stało się faktem w 1958. Z powodu krytyki dyktatorskich rządów prezydenta Ahmeda Sekou Touré został uznany za wroga państwa, co zmusiło go do udania się na emigrację do Francji. W 1970 został skazany zaocznie na karę śmierci. We Francji wykładał prawa człowieka na Sorbonie.
W 1987, już w czasie rządów prezydenta Lansany Conté, założył na emigracji Zgromadzenie Ludu Gwinei (Rassemblement du Peuple de Guinée, RPG). Do Konakry powrócił dopiero w maju 1991, po wprowadzeniu w kraju systemu wielopartyjnego. Pomimo tego władze zakazały organizacji wiecu RPG na stadionie klubu Athlético de Coléah w Konakry, a Condé w celu uniknięcia deportacji szukał schronienia w ambasadzie Senegalu.
W grudniu 1993 wziął udział w pierwszych w historii kraju wielopartyjnych wyborach prezydenckich. Według oficjalnych danych zajął drugie miejsce z wynikiem 19,55% głosów, za urzędującym prezydentem Conté (51,70% głosów). Władze anulowały wówczas wyniki z części okręgów wyborczych, stanowiących jego bastiony poparcia. Opozycja uznała wybory za sfałszowane i odrzuciła ich wyniki. W wyborach parlamentarnych w czerwcu 1995 RPG zdobyło 19 spośród 114 mandatów.
W kolejnych wyborach prezydenckich 14 grudnia 1998 Condé zajął według oficjalnych wyników trzecie miejsce, zdobywając 16,6% głosów poparcia, za prezydentem Conté (56,1%) oraz Mamadou Boye Bâ (24,6%). Również i tym razem odrzucił wyniki głosowania, uznając je za sfałszowane. 16 grudnia 1998, dwa dni po wyborach, podobnie jak wielu pozostałych liderów opozycji, został aresztowany pod zarzutem przygotowywania buntu przeciwko rządzącym. Przez ponad 20 miesięcy był przetrzymywany w więzieniu bez wyroku i procesu sądowego. W jego obronie wystąpiła Amnesty International, która oskarżyła gwinejskie władze o łamanie praw człowieka oraz Rada Unii Międzyparlamentarnej, która uznała jego aresztowanie za złamanie przysługującemu mu immunitetu poselskiego. We wrześniu 2000 został ostatecznie skazany na 5 lat pozbawienia wolności za "przestępstwa przeciwko władzy państwowej i integralności terytorium kraju". Z więzienia został zwolniony jednak w maju 2001 na mocy prezydenckiego prawa łaski, pod warunkiem rezygnacji z działalności politycznej. Po ułaskawieniu opuścił ojczyznę i udał się do Francji. Jego partia zbojkotowała wybory parlamentarne w czerwcu 2002 oraz prezydenckie w grudniu 2003.
Alpha Condé powrócił do Gwinei w lipcu 2005. Po śmierci prezydenta Conte i przeprowadzeniu zamachu stanu przez kapitana Moussę Dadis Camarę w grudniu 2008, poparł początkowo nowe władze wojskowe obiecujące demokratyczne wybory i walkę z korupcją, nazywając ich członków "patriotami". Jednak wkrótce potem, z powodu nierealizowania przez kapitana Camarę swoich zobowiązań, zmienił stanowisko i wystąpił z krytyką junty wojskowej. Jako lider RPG wszedł w skład koalicji partii opozycyjnych Forum Żywych Sił Gwinei (Forum des Forces Vives de Guinée), która domagała się organizacji wolnych wyborów i we wrześniu 2009 zorganizowała protest w Konakry, brutalnie stłumiony przez służby bezpieczeństwa. Dzień po stłumieniu wiecu potępił masakrę oraz zapowiedział mobilizację społeczeństwa i kontynuowanie protestów przeciwko "kryminalnemu reżimowi wojskowemu".
W lutym 2010, po utworzeniu przez przedstawicieli junty i opozycji rządu jedności narodowej na czele z Jeanem-Marie Doré, ogłosił swój start w wyborach prezydenckich w czerwcu 2010. W pierwszej turze wyborów 27 czerwca 2010 zajął drugie miejsce, zdobywając 18,25% głosów poparcia. 7 listopada 2010 zmierzył się w drugiej turze głosowania z Cellou Dalein Diallo, w której zwyciężył z wynikiem 52,5% głosów. 3 grudnia 2010 wyniki wyborów zatwierdził Sąd Najwyższy. 21 grudnia 2010 został zaprzysiężony na urząd prezydenta Gwinei, pierwszego wybranego w demokratycznych wyborach.
W wyborach prezydenckich 11 października 2015 uzyskał reelekcję, zdobywając 58% głosów już w pierwsze turze i pokonując drugiego Cellou Daleina Diallo, który zdobył 31% głosów. 30 stycznia 2017 został wybrany na roczną kadencję na stanowisku przewodniczącego Unii Afrykańskiej.
5 września 2021 został obalony w wyniku zamachu stanu przeprowadzonego przez wojsko.

## Odznaczenia
- Wielce Starożytny Order Welwiczji Przedziwnej (Namibia, 2019)[14]